# العلاقات الرواندية الساموية
العلاقات الرواندية الساموية هي العلاقات الثنائية التي تجمع بين رواندا وساموا.

## مقارنة بين البلدين
هذه مقارنة عامة ومرجعية للدولتين:
| وجه المقارنة                                              | رواندا                                        | ساموا                        |
| --------------------------------------------------------- | --------------------------------------------- | ---------------------------- |
| المساحة (كم2)                                             | 26.34 ألف                                     | 2.84 ألف                     |
| عدد السكان (نسمة)                                         | 12.21 مليون                                   | 196.44 ألف                   |
| الكثافة السكانية (ن./كم²)                                 | 463.55                                        | 69.17                        |
| العاصمة                                                   | كيغالي                                        | أبيا                         |
| اللغة الرسمية                                             | اللغة الكينيارواندا، لغة إنجليزية، لغة فرنسية | لغة إنجليزية، اللغة الساموية |
| العملة                                                    | فرنك رواندي                                   | تالا ساموي                   |
| الناتج المحلي الإجمالي (بليون دولار)                      | 9.14 مليار                                    | 856.63 مليون                 |
| الناتج المحلي الإجمالي (تعادل القوة الشرائية) بليون دولار | 20.46 مليار                                   | 1.15 مليار                   |
| الناتج المحلي الإجمالي الاسمي للفرد دولار أمريكي          | 697                                           | 3.94 ألف                     |
| الناتج المحلي الإجمالي للفرد دولار أمريكي                 | 1.66 ألف                                      | 5.79 ألف                     |
| مؤشر التنمية البشرية                                      | 0.483                                         | 0.702                        |
| رمز المكالمات الدولي                                      | +250                                          | +685                         |
| رمز الإنترنت                                              | .rw                                           | .ws                          |
| المنطقة الزمنية                                           | ت ع م+02:00                                   | ت ع م+13:00                  |

## منظمات دولية مشتركة
يشترك البلدان في عضوية مجموعة من المنظمات الدولية، منها:
| علم المنظمة | اسم المنظمة                                                | تاريخ انضمام رواندا | تاريخ انضمام ساموا |
| ----------- | ---------------------------------------------------------- | ------------------- | ------------------ |
|             | مؤسسة التنمية الدولية                                      | 30 سبتمبر 1963      | 28 يونيو 1974      |
|             | يونسكو                                                     | 7 نوفمبر 1962       | 3 أبريل 1981       |
|             | وكالة ضمان الاستثمار متعدد الأطراف                         | 27 سبتمبر 2002      | 27 سبتمبر 2002     |
|             | الأمم المتحدة                                              | 18 سبتمبر 1962      | 15 ديسمبر 1976     |
|             | العملية المشتركة للاتحاد الأفريقي والأمم المتحدة في دارفور | ?                   | ?                  |
|             | مجموعة دول أفريقيا والكاريبي والمحيط الهادئ                | ?                   | ?                  |
|             | دول الكومنولث                                              | ?                   | ?                  |
|             | الاتحاد البريدي العالمي                                    | ?                   | ?                  |
|             | البنك الدولي للإنشاء والتعمير                              | 30 سبتمبر 1963      | 28 يونيو 1974      |
|             | الاتحاد الدولي للاتصالات                                   | 12 ديسمبر 1962      | 7 أكتوبر 1988      |
|             | منظمة حظر الأسلحة الكيميائية                               | ?                   | ?                  |
|             | مؤسسة التمويل الدولية                                      | 6 نوفمبر 1975       | 28 يونيو 1974      |
|             | المركز الدولي لتسوية المنازعات الاستشارية                  | 14 نوفمبر 1979      | 25 مايو 1978       |
|             | منظمة التجارة العالمية                                     | ?                   | ?                  |
|             | منظمة الشرطة الجنائية الدولية                              | ?                   | ?                  |

## وصلات خارجية
- موقع وزارة الخارجية الرواندية